# Castelo Carrapatoso
O Castelo Carrapatoso localizava-se no Distrito de Leiria, em Portugal, à época da Reconquista cristã da Península Ibérica. A sua localizações actual seria em Fungalvaz , concelho de Torres Novas .

## História
A referência a um "castelo Carrapatoso" encontra-se no texto do Foral de Leiria, passado por D. Afonso Henriques em 1142:
"(...) Aprouve-me também a mim, rei Afonso, e firmemente resolvi dar limites ao mesmo castelo de Leiria, num circuito, a começar no mar, da parte ocidental, e, da parte meridional pela veia de Alcobaça e a chegar à fonte de Soão. E daqui, para o sul, passa pela Ataíja e vai à lomba que está no meio da Mendiga, e daqui às cimalhas de Alvados e às cimalhas da serra de Minde, chegando à fonte de Assentiz, que está a oriente. E, da parte oriental, cortando pelo castelo Carrapatoso, pela estrada, e daqui ao porto de Ourém e às Antas, convergindo para norte. E da parte setentrional, cortando pelo rio de Litém como entra no Arunca, e daqui a Cortiçô e ao Sobreiro de Braamiro, e daí desce para ocidente e para o mar, pela lomba que está entre a estrada que vai do Louriçal pela Cornagã a Leiria e a outra estrada que vai à Cornagainhas, e daqui como vai à lagoa que se chama Ervedosa e atinge o mar." (CABRAL, 1993.I:25)
Não foram encontradas informações adicionais a seu respeito, encontrando-se atualmente desaparecido.